# Megapodius geelvinkianus
El talégalo de Geelvink o talégalo de Biak (Megapodius geelvinkianus) es una especie de ave galliforme de la familia Megapodiidae endémica Indonesia. Se encuentra solo en los bosques de las islas Schouten, situadas en la antigua bahía de Geelvink. Está amenazado por la pérdida de hábitat. Anteriormente se consideraba una subespecie del talégalo de Freycinet o del talégalo de Reinwardt.